# 왕솽 (축구 선수)
왕솽(중국어: 王霜, 병음: Wáng Shuāng, 1995년 1월 23일 ~ )은 중국의 여자 축구 선수로 포지션은 미드필더이며 현재 중국 여자 슈퍼리그의 우한 장다 소속으로 뛰고 있다.

## 클럽 경력
왕솽은 2013년 중화인민공화국 전국운동회에서 후베이성 여자 U-18 축구 대표팀으로 참가하여 7골을 기록하면서 주목을 받았다. 2013년에는 대한민국 WK리그 소속 클럽인 세종 스포츠토토에 입단했으며 WK리그에서는 왕상이라는 등록명을 사용했다.
2013 전국여자축구선수권대회 시즌에서는 5경기에 출전하여 6골을 기록하면서 세종 스포츠토토의 전국여자축구선수권대회 결승전 진출에 기여했다.
왕솽은 2015년에 우한 장다로 이적했고 2016년에는 다롄 취안젠으로 이적했다. 2018년 8월 3일에는 프랑스 디비지옹 1 페미닌 소속 클럽인 파리 생제르맹으로 이적했지만 2019년 7월 5일에 우한 장다로 복귀했다.

## 국가대표 경력
왕솽은 어린 시절부터 중국의 여자 축구를 이끌 유망주로 주목받았고 12세 시절부터 중국 여자 U-17 축구 국가대표팀 선수로 활약했다. 17세 시절이던 2012년에는 중국 U-20 여자 축구 국가대표팀에 합류했고 일본에서 개최된 2012년 FIFA U-20 여자 월드컵에 참가했다.
왕솽은 2013년 1월 12일에 열린 캐나다와의 경기에 20분 동안 출전하면서 중국 여자 축구 국가대표팀 선수로 데뷔했고 2013년 7월 21일에 열린 일본과의 2013년 EAFF 여자 동아시안컵 경기에서 처음으로 풀타임 출전 기록을 세웠다. 2013년 AFC U-20 여자 아시안컵에서는 5골을 기록하면서 대회 득점왕에 오르는 영예를 안았고 아시아 축구 연맹으로부터 올해의 여자 청소년 축구 선수 후보에 오르기도 했다.
왕솽은 캐나다에서 개최된 2015년 FIFA 여자 월드컵에 참가했지만 훈련 과정에서 일어난 경미한 부상으로 인해 교체 출전하는 수준에 그쳤다. 2015년 중국에서 개최된 융촨 국제 여자 축구 선수권 대회에서는 잉글랜드와의 경기에서 2골을 기록하여 중국의 2-1 승리를 이끌었다. 2015년 12월 16일에 열린 미국과의 경기에서는 결승골을 기록하여 중국에 1-0 승리를 안겼다. 이 경기는 미국이 갖고 있던 104경기 연속 무패 기록을 깬 경기이기도 하다.
왕솽은 프랑스에서 개최된 2019년 FIFA 여자 월드컵에 참가한 중국 여자 축구 국가대표팀 명단에 이름을 올렸다. 2019년 6월 25일에 열린 이탈리아와의 16강전 경기에서 A매치 100경기 출전 기록을 수립했으나 중국은 이탈리아에 0-2로 패배하면서 탈락했다.

## 수상

### 클럽
다롄 취안젠
- 중국 여자 슈퍼리그 2회 우승 (2016, 2017)

### 국가대표
- 중국 4개국 여자 축구 토너먼트 4회 우승 (2014, 2016, 2017, 2018)
- 융촨 국제 여자 축구 선수권 대회 2회 우승 (2015, 2016)

### 개인
- 2013 시즌 전국여자축구선수권대회 MVP
- 2015년 융촨 국제 여자 축구 선수권 대회 득점왕
- 2017년 중국 축구 협회 선정 올해의 여자 축구 선수 수상
- 2018년 중국 축구 협회 선정 올해의 여자 축구 선수 수상
- 2018년 아시아 축구 연맹 선정 올해의 여자 축구 선수 수상